# Organização Internacional do Café

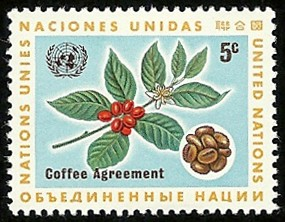
Selo da Nações Unidas emitido em 1966 alusivo ao "Acordo Internacional do Café"

A Organização Internacional do Café é uma organização de países membros destinada a gerenciar a produção e  consumo de café. Ela reúne os maiores produtores e consumidores mundiais de café.
A Organização Internacional do Café foi estabelecida em 1963, quando o Convênio Internacional do Café de 1962 entrou em vigor por um período de cinco anos, e vem funcionando ao abrigo dos sucessivos Convênios negociados desde então.  
Esses Convênios incluem o Convênio Internacional do Café de 1968 e suas duas prorrogações; o Convênio de 1976, com uma prorrogação; o Convênio de 1983 e suas quatro prorrogações; o Convênio de 1994, e suas duas prorrogações; e o Convênio de 2001, que entrou em vigor em caráter provisório em 1o de outubro de 2001, e em caráter definitivo em 17 de maio de 2005.
Em 28 de setembro de 2007, o Conselho Internacional do Café aprovou o texto do Acordo Internacional do Café de 2007.